# Валдибрана (Пистоја)
Валдибрана је насеље у Италији у округу Пистоја, региону Тоскана.
Према процени из 2011. у насељу је живело 383 становника. Насеље се налази на надморској висини од 156 м.